# サイクロンZ (映画)
『サイクロンZ』（原題：飛龍猛将、英語題名：Dragons Forever）は1988年に公開された香港のアクション・コメディ・ロマンス映画。ゴールデン・ハーベスト製作、サモ・ハン・キンポー監督、ジャッキー・チェン、サモ・ハン・キンポー、ユン・ピョウ主演。

## 概要
ジャッキー・チェン、サモ・ハン・キンポー、ユン・ピョウの「ゴールデン・トリオ」が3人揃って出演した作品は、本作以降製作されていない。『スパルタンX』で敵役を演じたベニー・ユキーデが再び敵役として出演している。
勧善懲悪のアクションだけでなく、主要キャラクターの恋愛や法廷劇が盛り込まれている。

## ストーリー
弁護士・ジャッキー（ジャッキー・チェン）は、水質汚染訴訟の被告人となった化学工場の弁護を担当するうち、化学工場の社長・ファー（ユン・ワー）から、原告である養魚場の買収工作を依頼される。工場からの排水によって魚が次々と死ぬ被害が出ていたため、養魚場が化学工場に対し操業の停止を求めていたことから、ファーたちは養魚場の方を立ち退かせ、示談に持ち込もうともくろんでいた。
ジャッキーはブローカーのウォン（サモ・ハン・キンポー）に、養魚場の女社長・イップ（ディニー・イップ）の懐柔を依頼する。ウォンはイップの隣家に引っ越し、資産家を装って接近する。一方ジャッキーは、私立探偵のトン（ユン・ピョウ）に、イップの自宅に盗聴器を仕掛けるよう依頼する。互いに顔を知らないウォンとトンは、イップ邸で鉢合わせして取っ組み合いとなり、トンは泥棒と間違われて警察に逮捕される。
やがてウォンはイップと、ジャッキーはイップのいとこ・メイリン（ポーリン・ヤン）と、それぞれ相思相愛となる。ウォンは事前の計画通り、「養魚場を手放し、ふたりでオーストラリアへ移住しよう」とイップにプロポーズする。ある晩イップ邸に、釈放されたトンが現れ、逆恨みからジャッキーたちの計画をすべて明かしてしまう。イップとメイリンは怒り、2人を追い出す。
数日後の裁判所。水文学者であるメイリンは原告側証人として、水質汚染の観測データを証言する。被告側弁護人であるジャッキーは発言を求め、「偽証が禁じられている法廷だから聞きたい。あなたはまだ僕を愛していますか?」とたずねる。メイリンが戸惑いながら「はい」と答えると、ジャッキーは裁判長に向かって「審理の公正を期するため、原告側と恋愛関係にある私は本件から手を引きます」と宣言し、法廷を立ち去る。
計画を遂行しているうちに本当にイップが好きになったウォンは、ふたたびイップの前に現れ、誠意をもって謝罪し、「水質汚染の証拠を押さえる」と告げ、トンとともに化学工場へ向かった。化学工場に潜入後トンとはぐれたウォンは、麻薬を袋詰めしている現場を目撃する。ファーの化学工場は偽装で、実態は麻薬の製造工場だった。ファーの部下たちに見つかったウォンは監禁され、大量の麻薬を打たれて眠らされる。
裁判所を出たジャッキーとメイリンのもとにトンが現れ「ウォンが化学工場で行方をくらませた」と告げる。3人が工場へ向かうと、監禁場所を脱出した、変わり果てた姿のウォンが現れ、「ここは麻薬工場だ」と叫ぶ。ファーが「始末しろ」と号令をかけ、最後の戦いが始まった。

## 登場人物
ジャッキー
弁護士にして、カンフーの達人。女たらしで、仕事は金のためと割り切っている面があるが、強姦を巡る訴訟で勝訴した被告を、結審後に殴り飛ばすなど、正義感も持ち合わせている。養魚場買収計画のため接近したメイリンと相思相愛になる。
ウォン
ジャッキーの友人で、普段はモグリの武器商人を営んでいる。カンフーの達人で腕は師範級。金の話にはうるさいが、純情一途な性格の持ち主で、養魚場買収計画のため接近したイップと相思相愛になる。
トン
ジャッキーの友人で私立探偵。頑固かつ思い込みが激しい性格で、人の話を聞かず、一方的にまくしたてるように話す。ファッションやインテリアの趣味が独特。上記2人同様カンフーを得意とし、身軽かつアクロバティックな動きで敵を翻弄する。
イップ
養魚場の経営者。気の強い性格が災いし、婚期を逃してしまったことを気にしている。隣家に越してきたウォンに恋愛感情を抱く。
メイリン
水文学者で、イップのいとこ。養魚場の魚が死ぬ原因が化学工場の排水であることを突き止める。被告側弁護士であるジャッキーを懐柔しようと、彼の誘いに応じるうち、好意を抱き始める。
コオ
ジャッキーの助手。ひそかにジャッキーを恋慕している。
ファー
化学工場の社長を表稼業とする暗黒街の顔。いつも葉巻をくわえている。眼鏡を掛けた細身で、見た目はどこにでもいる中年だが、対立するマフィアのボスを容赦なく部下に射殺させるなど、残虐な性格。武術に長ける。ウォンとの戦いの果て、注射器で致死量の麻薬を首に打たれ絶命。

## キャスト・日本語吹替
| 役名                              | 俳優                          | 日本語吹替   |
| 役名                              | 俳優                          | フジテレビ版 |
| --------------------------------- | ----------------------------- | ------------ |
| ジャッキー                        | ジャッキー・チェン            | 石丸博也     |
| ウォン                            | サモ・ハン・キンポー          | 水島裕       |
| トン                              | ユン・ピョウ                  | 古谷徹       |
| イップ                            | ディニー・イップ              | 弘中くみ子   |
| メイリン                          | ポーリン・ヤン                | 佐々木るん   |
| ロウ裁判長                        | ロイ・チャオ                  | 大木民夫     |
| ファー                            | ユン・ワー                    | 納谷六朗     |
| ファーの部下 （用心棒）           | ビリー・チョウ                | 津久井教生   |
| ファーの部下 （殺し屋）           | リー・カディン                |              |
| ファーの部下 （元マフィア）       | フィリップ・コー              | 高宮俊介     |
| マフィア                          | ディック・ウェイ              | 沢木郁也     |
| マフィア                          | ラム・ウェイ                  | 秋元羊介     |
| イップの弁護士                    | ウー・フォン                  | 田原アルノ   |
| ファーの部下 （工場研究員）       | ベニー・ユキーデ              | 大塚明夫     |
| 公衆電話の男                      | ウー・マ                      |              |
| 精神分析医                        | スタンリー・フォン            | 真実一路     |
| ホステス                          | アガシ・ワン                  |              |
| マフィア                          | ウォン・ユー                  |              |
| マフィア                          | ラウ・カーウィン              |              |
| マフィア                          | フォン・ハックオン            | 真実一路     |
| マフィア                          | チュン・ファト                |              |
| マフィア （船上レストラン支配人） | タイ・ポー                    | 星野充昭     |
| コオ                              | クリスタル・コオ （特別出演） | 井上喜久子   |
| マオ被告人 （クレジットなし）     | シン・フィオン                | 真実一路     |
| マフィアの幹部 （クレジットなし） | ロー・リエ                    |              |
| マフィアのボス （クレジットなし） | ジェームズ・ティエン          | 秋元羊介     |

- 日本語吹替は1990年6月2日『ゴールデン洋画劇場』で初回放送。

## スタッフ
- 監督：サモ・ハン・キンポー
- 脚本：シートゥ・チャホン
- 原案：ゴードン・チャン
- 音楽：ジェームズ・ウォン
- 武術指導クルー：ユン・ピョウ、サモ・ハン・スタント・チーム（洪家班）、ジャッキー・チェン・スタント・チーム（成家班）
- 製作総指揮：レイモンド・チョウ、レナード・ホー（中国語版）
- 企画制作：ジャッキー・チェン、ユン・ケイ（コリー・ユエン）
- 製作会社：ゴールデン・ハーベスト、嘉峰電影

## 製作
- 1987年秋に製作が開始された。早撮りが特徴のサモ・ハン監督作品らしく、短期間で仕上げられた。ジャッキー・チェンはすでに『九龍の眼/クーロンズ・アイ』や『奇蹟/ミラクル』の製作準備期間に突入していたと思われる。サモ・ハンは本作の撮影完了後に『七小福』の撮影に取り掛かっている。
- 公開前の香港での新聞広告ではタイトルが『飛龍福星』となっていた。「福星」とついていることから元々は『五福星』や『大福星』の続編の「福星シリーズ」の扱いだったと思われる[2]。
- 編集が完了したのは香港での劇場公開わずか10日前の1988年2月1日で、翌日2月2日に香港のクイーンズ・シアターでチャリティ試写会が開催された[3]。

### 日本公開版
日本公開版は、追加撮影されたアクションシーンや、ジャッキー映画におなじみのエンドロールにおけるNGシーン集などのある独自仕様であった。この日本公開版にはユン・ピョウ扮するトンが強迫症のために精神分析医院に通院する2つのシーンが含まれ、世界最長のバージョンとなっていた。
後年発売されたDVDソフトは香港公開版準拠であった。前述の精神病院のシーンを含む日本公開版を収録したビデオグラムは、初期発売のカセットソフトのみで、長らく日の目を見なかったが、2012年に発売されたブルーレイソフトで、映像特典として日本公開版を日本語吹替音源とともに復刻収録された。